# Alocasia
Alocasia este un gen de plante perene rizomatoase sau tuberculoase cu flori și cu frunze late, din familia Araceae. Există 97 de specii acceptate originare din Asia tropicală și subtropicală până în Australia de Est și mulți hibrizi și soiuri cultivate pe scară largă în întreaga lume.